# Mysidopsis schultzei
Mysidopsis schultzei är en kräftdjursart som först beskrevs av John Todd Zimmer 1928.  Mysidopsis schultzei ingår i släktet Mysidopsis och familjen Mysidae. Inga underarter finns listade i Catalogue of Life.